# Michael Offenberg
Michael (Mike) Offenberg (Amsterdam, 26 februari 1976) is een voormalig Nederlands profvoetballer die voor HFC Haarlem uitkwam. Na het beëindigen van zijn voetbalcarrière kwam hij in het criminele circuit terecht.

## Biografie

### Jeugd
Offenberg werd geboren in Amsterdam, als kleinzoon van bekende Amsterdamse hasjhandelaar Gijs van Dam sr. Zijn vader onderhield vriendschappelijke banden met Heinekenontvoerders Willem Holleeder en Cor van Hout. Nadat in 1984 Offenbergs vader overleed bij een auto-ongeluk, ontfermden Holleeder en Van Hout zich over Offenberg.

### Jeugdopleiding
Op jonge leeftijd werd Offenberg gescout door AFC Ajax. Hij kwam in de jeugdopleiding van de Amsterdamse club terecht, waar hij onder andere samenspeelde en bevriend raakte met Clarence Seedorf. Offenberg doorliep alle jeugdelftallen bij Ajax en gold binnen de opleiding als groot talent. Een van zijn toenmalige trainers, Co Adriaanse, noemde hem de beste speler die hij ooit bij Ajax onder zijn hoede had gehad. Offenberg kwam daarnaast uit voor diverse vertegenwoordigende elftallen. Tot een debuut in het eerste elftal zou het echter nooit komen.
Toen Offenberg de A-jeugd had bereikt, ontwikkelde hij een moeilijke relatie met Hoofd Jeugdopleidingen Co Adriaanse. Adriaanse kreeg maar slecht grip op Offenberg, die door onbezonnen gedrag diverse rode kaarten haalde. Ondertussen was Offenberg wel uitgegroeid tot een van de dragende spelers bij het Nederlands voetbalelftal onder 17. In de zomer van 1993 escaleerde de situatie. Naar aanleiding van Offenbergs houding en gedrag verzocht Ajax bondscoach Dick Advocaat hem niet meer op te roepen. Het was uiteindelijk Gerard van der Lem, de rechterhand van hoofdtrainer Louis van Gaal, die Offenberg een kans bood in het tweede elftal. Hierop werd ook het verzoek aan de KNVB weer ingetrokken. In september 1993 werd Offenberg, die nog immer op amateurbasis speelde bij Ajax, uitgenodigd door de Franse topclub AS Monaco voor een oefenstage. Offenberg besloot op de uitnodiging in te gaan, maar vertelde Van der Lem dat hij vanwege privéomstandigheden een week afwezig was. Na terugkomst biechtte hij de stage op aan Van der Lem, die dagenlang vergeefs contact met hem probeerde te krijgen. Hierop besloot de club, mede om een voorbeeld te stellen voor andere jeugdspelers, Offenberg, die nog steeds te boek stond als een van de grootste talenten, uit de opleiding te verwijderen.

### Voetbalcarrière
Na zijn plotselinge vertrek bij Ajax dook hij in november 1993 op bij PSV, dat er als de kippen bij was om de jeugdinternational over te nemen. Offenberg was echter niet speelgerechtigd voor de rest van het seizoen 1993-1994 in Nederland. Hij speelde een oefenduel met de reserves mee tegen VV Dinteloord, maar de club besloot hem niet vast te leggen. Vervolgens was hij op proef bij FC Volendam, Roda JC en Port Vale. Roda leek er met de spits vandoor te gaan, maar op het laatste moment besloot de club Offenberg, vanwege zijn contacten met de Heinekenontvoerders, geen contract aan te bieden en hun interesse te verleggen naar de Pool Tomasz Iwan. Aan het begin van de competitie was het Offenberg nog niet gelukt een nieuwe club te vinden. Aan het begin van het seizoen 1994-1995 toonde PSV via hoofdtrainer Aad de Mos, die Offenberg nog kende uit de Ajaxjeugd, opnieuw interesse in de spits. De club bood hem een stage aan, maar na De Mos' ontslag bij de Eindhovense ploeg besloot Offenberg hiervan af te zien.
In november 1994 vond Offenberg uiteindelijk emplooi bij HFC Haarlem, dat uitkwam in de Eerste divisie. In Haarlem hij werd herenigd met Donny Huijsen, een oude vriend uit de jeugd van Ajax. Offenberg bracht tevens Holleeder en Van Hout mee naar de club, die zich er gedurende het seizoen 1994-1995 regelmatig lieten zien. Waar Huysen zich ontwikkelde tot een revelatie, kwam Offenberg, mede door enkele blessures, nooit terug in vorm. Offenberg speelde in het seizoen 1994-1995 enkele wedstrijden voor Haarlem, voor zijn contract in de zomer van 1995 niet verlengd werd. Hij liet zich hierop overschrijven naar Zwarte Schapen.
In 1996 lonkte een laatste kans om terug te keren naar het voetbal. Clarence Seedorf, die inmiddels bij Real Madrid speelde, vernam dat Offenbergs carrière op een dood spoor was geraakt en vroeg zijn trainer Fabio Capello of Offenberg een tijdje met hen zou mogen meetrainen. Capello stemde toe en Offenberg reisde af naar Madrid, waar hij zou intrekken bij Seedorf. Tijdens een medische keuring trof de cardioloog echter een ernstige hartafwijking aan. Offenberg, die bij Ajax vaak vermoeidheidsklachten had en regelmatig het predicaat lui had gekregen, bleek een slecht functionerende hartklep te hebben. Bij grote inspanningen stond het hart soms zelfs enkele seconden stil, wat grote risico's met zich meebracht. Een terugkeer naar het betaald voetbal werd hiermee uitgesloten.

### Criminaliteit
Na het beëindigen van zijn voetbalcarrière werd Offenberg steeds vaker met de criminaliteit in verband gebracht. Hij werd veroordeeld voor deelname aan een gewapende overal, verboden wapenbezit, bedreiging en oplichting. Daarnaast werd hij in verband gebracht met drugshandel. Zo kwam zijn naam voor in de onderzoekdossiers rond Holleeder.